# Hörnchenschnecken

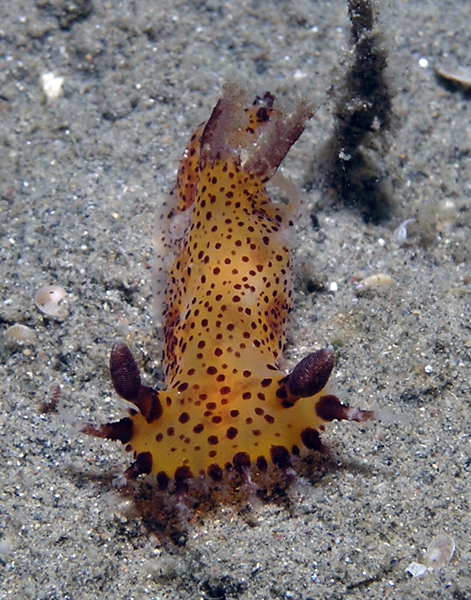
Polycera abei

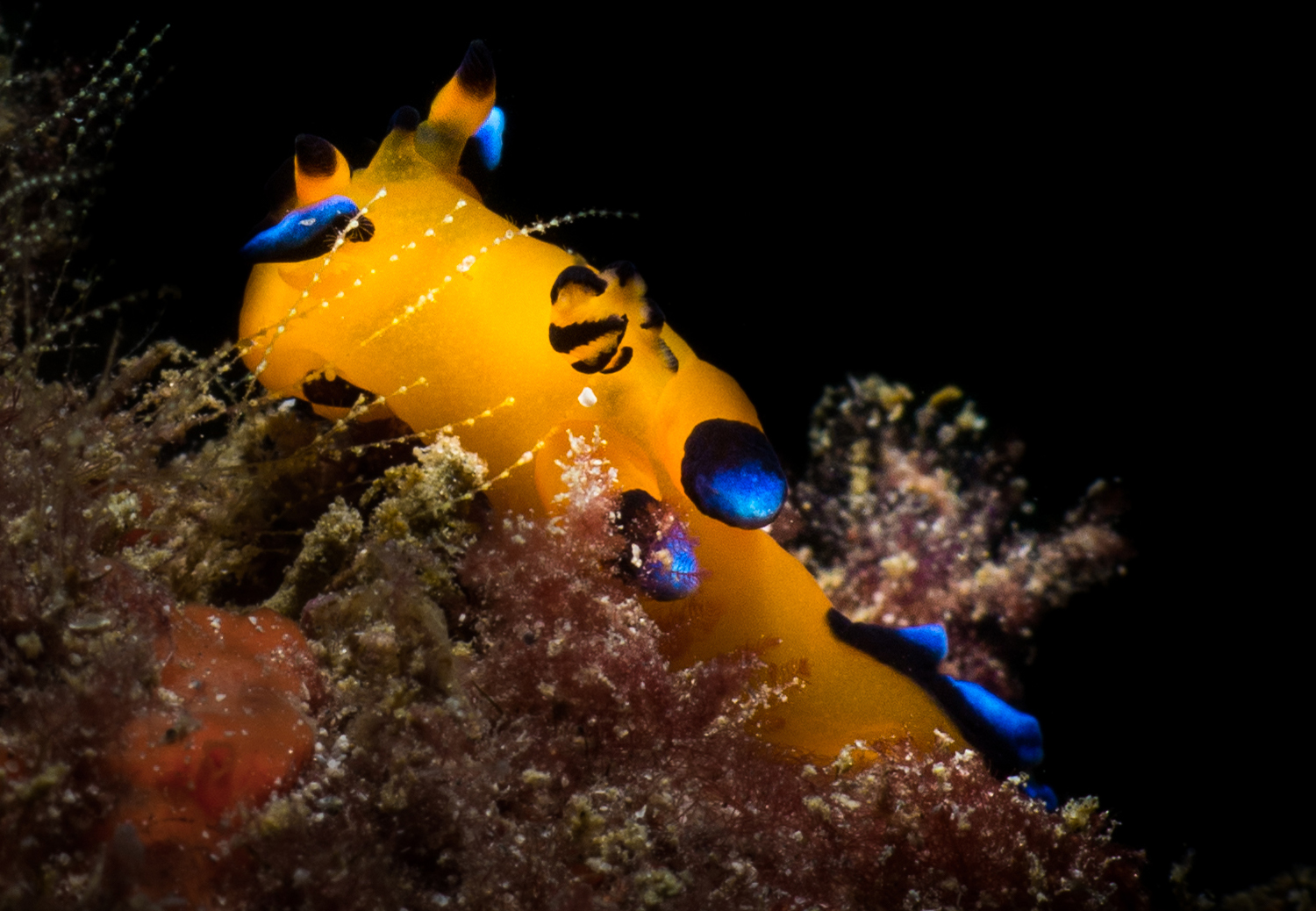
Thecacera pacifica

Die Hörnchenschnecken (Polyceridae) sind eine Familie der Sternschnecken in der Unterordnung der Nacktkiemer. Es handelt sich um kleine bis mittelgroße, ausschließlich marine gehäuselose Schneckenarten, die vor allem Moostierchen fressen.

## Merkmale
Die Polyceridae sind im Verhältnis zu anderen Sternschnecken von schmalerer, längerer und höherer Gestalt. Sie haben eine glatte oder mit nur wenigen Warzen besetzte Körperoberfläche. Der Rücken trägt oft zwei (in der Gattung Thecacera) oder auch mehrere fingerförmige Fortsätze. Bei vielen Arten hat der Kopf ein Stirnsegel (Velum), das ebenfalls mehrere Fortsätze (Kopftentakeln) tragen kann, so in der Gattung Polycera. Wegen dieser hornähnlichen Fortsätze werden die Tiere auch Hörnchenschnecken genannt.
Die beiden am Kopf sitzenden Fühler, die Rhinophoren, sind bei den meisten Arten lamelliert. Die um den After am Rücken angeordneten Kiemen können nicht zurückgezogen werden.
Die Schnecken haben eine schmale Radula mit hakenförmigen ersten und teilweise auch zweiten Seitenzähnen. Anstatt ursprünglicher Kiefer haben die Schnecken kräftige Beißplatten, welche die gleiche Funktion erfüllen. Ein Kropf fehlt.
Die Polyceridae fressen vor allem Moostierchen, deren Fleisch mit der Radula abgeraspelt wird.
Wie andere Sternschnecken sind die Polyceridae Zwitter und begatten sich gegenseitig. Sie legen ihre Eier in meist weißen Eischnüren ab, aus denen zahlreiche Veliger-Larven schlüpfen, die sich von Plankton ernähren und nach einer längeren pelagischen Phase zu kleinen Sternschnecken metamorphosieren.
Zu den Polyceridae gehören unter anderen die Gefleckte Hörnchenschnecke (Palio dubia), die Gestreifte Hörnchenschnecke (Polycera quadrilineata), die Färöische Hörnchenschnecke (Polycera faeroensis), die Gepunktete Hörnchenschnecke (Limacia clavigera) und die Helikopter-Schnecke (Thecacera picta).

## Systematik

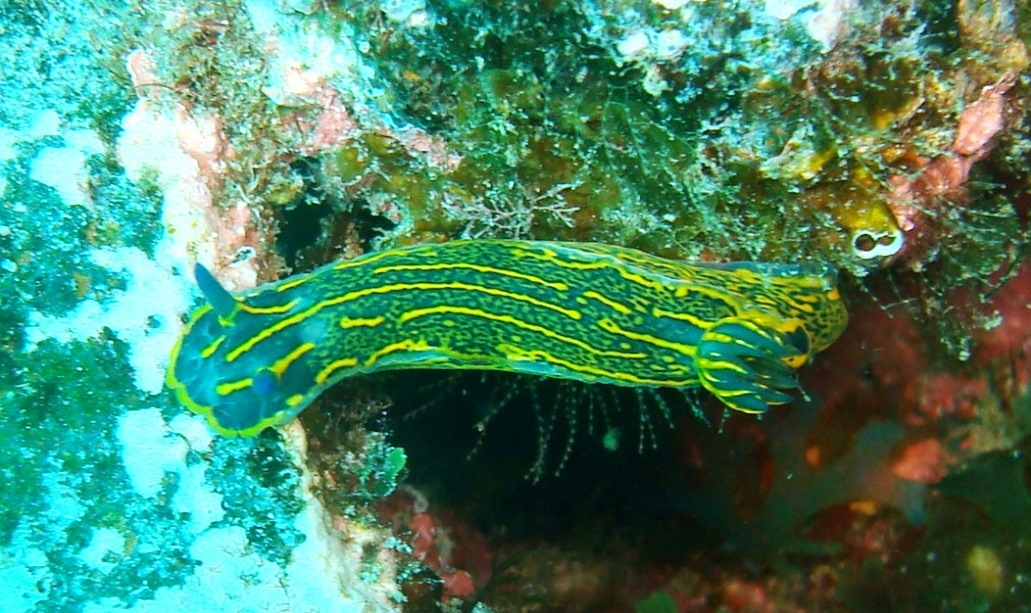
Nacktschnecke Tambja ceutae

Nach Bouchet und Rocroi (2005) ist die Familie Polyceridae eine von fünf Familien in der Überfamilie Polyceroidea. Zur Familie gehören sieben Gattungen:
- Unterfamilie Polycerinae Alder & Hancock, 1845
  - Gattung Greilada
  - Gattung Palio Gray, 1857
  - Gattung Paliolla
  - Gattung Polycera Cuvier, 1817 (Typusgattung)
  - Gattung Polycerella A. E. Verrill, 1881
  - Gattung Thecacera Fleming, 1828

- Unterfamilie Kalinginae  Pruvot-Fol, 1956 
  - Gattung Kalinga Alder & Hancock, 1864  (Typusgattung der Unterfamilie)

- Unterfamilie Nembrothinae  Burn, 1967 
  - Gattung Nembrotha (Bergh, 1877) (Typusgattung der Unterfamilie)
  - Gattung Roboastra (Bergh, 1877)
  - Gattung Tambja Burn, 1962

- Unterfamilie Triophinae  Odhner, 1941 
  - Gattung Colga (Bergh, 1880)
  - Gattung Crimora  Alder and Hancock, 1855
- Gattung Heteroplocamus Oliver, 1915
- Gattung Holoplocamus Odhner, 1926
- Gattung Joubiniopsis Risbec, 1928
  - Gattung Kaloplocamus (Bergh, 1893)
- Gattung Limacia O.F. Müller, 1781
- Gattung Plocamopherus (Rüppell & Leuckart, 1831)
- Gattung Triopha (Bergh, 1880) (Typusgattung der Unterfamilie)

Genera brought into synonymy
- Gattung Cabrilla Fewkes, 1889: synonym of Triopha Bergh, 1880
- Gattung Euplocamus Philippi, 1836: synonym of Kaloplocamus Bergh, 1892
- Gattung Histiophorus Pease, 1860: synonym of Plocamopherus Rüppell in Rüppell & Leuckart, 1828
- Gattung Issa Bergh, 1881: synonym of Colga Bergh, 1880
- Gattung Issena Iredale & O’Donoghue, 1923: synonym of Colga Bergh, 1880:
- Gattung Laila MacFarland 1905: synonym of Limacia Muller, 1781 [3]
- Gattung Peplidia Lowe, 1842: synonym of Plocamopherus Rüppell in Rüppell & Leuckart, 1828